# Teslaturbin
För andra betydelser, se Tesla.
Teslaturbinen är en bladlös centripetal flödesturbin, patenterad av Nikola Tesla 1913. Turbinens skivor drivs av gränsskiktseffekten istället för flödets direkta påverkan på rotorbladen, som i en konventionell turbin. Teslaturbinen är också känd som gränsskiktsturbinen och Prandtl-turbin (efter Ludwig Prandtl). En av Teslas idéer för att kunna implementera denna typ av turbin var användandet av geotermisk energi, som beskrevs i skriften "Our Future Motive Power".

## Beskrivning

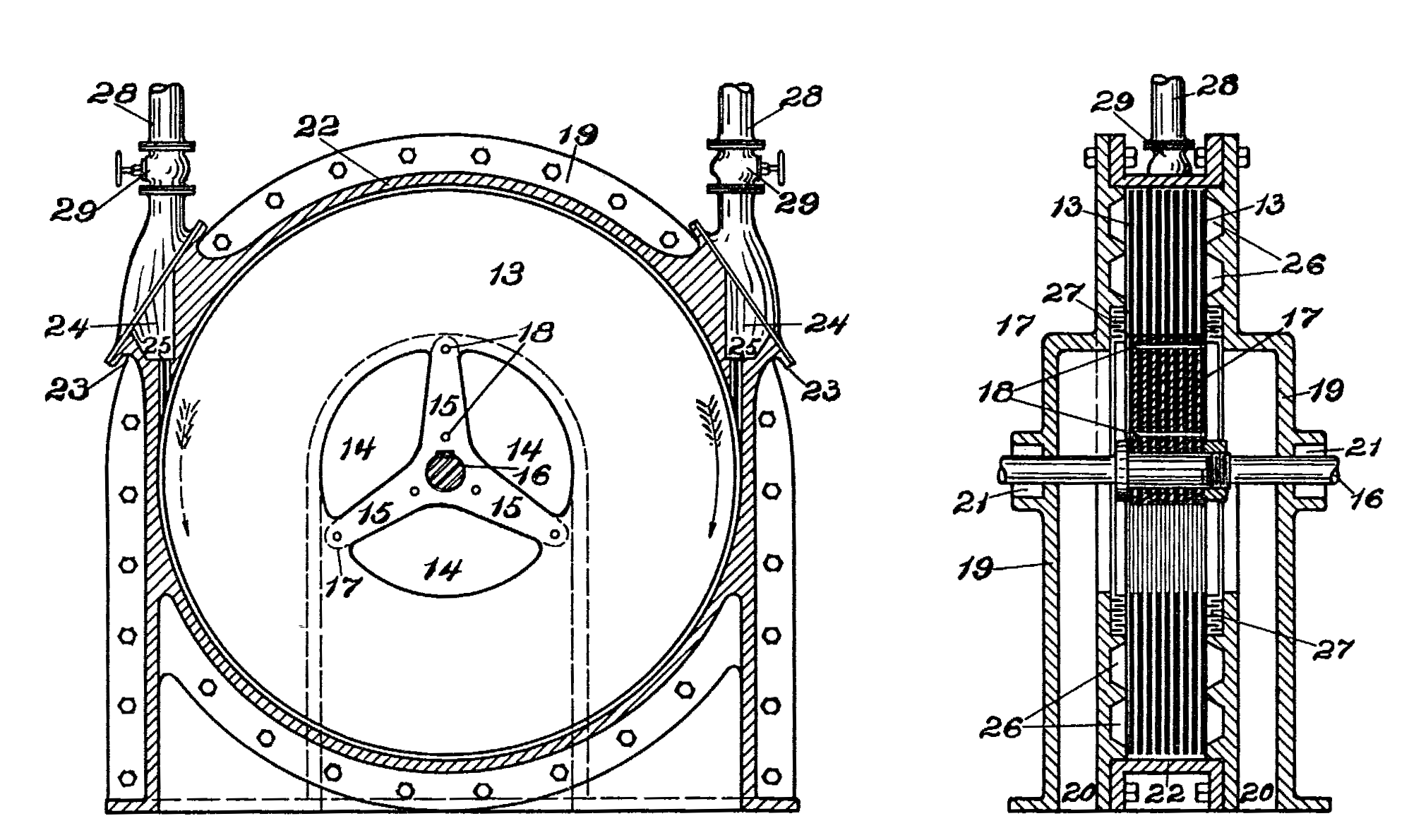
Teslaturbinens "bladlösa" konstruktion

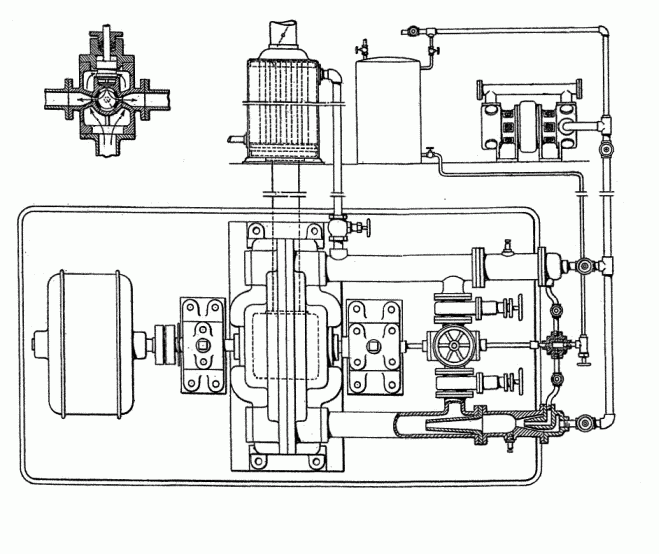
Teslas turbinsystem

En Teslaturbin består av ett antal parallellt monterade skivor, rotorn, och ett eller flera munstycken som tillför en trycksatt fluid (gas eller vätska) längs rotorns omkrets. Fluiden som trycks in i turbinen under hög hastighet (>= Mach 1 för gaser när trycket mättar munstycket) drar med sig skivorna med hjälp av viskositet och vidhäftning (adhesion) mot skivornas sidor - samma fenomen som får en vattendroppe att sitta kvar på en vertikal glasyta och rulla av ett strävt växtblad. Graden av vidhäftning (energiöverföring) beror på ytans släthet, idealiskt bör skivorna poleras spegelblanka innan montering för högsta möjliga effektuttag. I strikt mening nöts skivorna inte ut, de kan demonteras och poleras om och återanvändas i decennier, möjligen i hundratalet år. Teslaturbinens lager och munstycken, beroende på typ, avgör serviceintervallen.
Verkningsgraden är en funktion av effektuttaget, 0% effektuttag innebär att rotorn har samma perifera hastighet som den inkommande fluiden, 100% effektuttag innebär att rotorn står still trots fullt inflöde. När man tar ut effekt så slirar rotorn mot fluiden, tar man ut 10% effekt så minskar man rotationshastigheten till 90%. Man vill inte slira rotorn för mycket mot fluiden, vid runt 50% slir tappar skivorna greppet om fluiden och prestandan sjunker dramatiskt. Under praktiska driftförhållanden är det lämpligt att hålla sig kring 55-60% av full rotationshastighet, tar man ut mer effekt än så riskerar man att skivorna tappar greppet om fluiden, att rotorn stallar. Om det sker måste man stoppa effektuttaget så att rotorn får en chans att komma upp i arbetsvarvtal igen.
I takt med att fluidens kinetiska energi överförs till skivorna som rotationsenergi, så minskar fluidens hastighet successivt under sin fortsatta spiral mot rotorns centrum. Eftersom rotorn inte har några utskjutande delar är den robust och mycket resistent mot slitage, våt ånga med droppbildning och lossade avlagringar är inget problem. Exempel har visat att en utmattad skiva kan splittras och blåsas ut utan katastrofalt haveri. Ju fler skivor rotorn har,  desto större är sannolikheten att de individuella obalanserna tar ut varandra, men eftersom Teslaturbinen arbetar under höga varvtal till mycket höga varvtal bör både de individuella skivorna och den kompletta rotorn balanseras för att minska påfrestningarna och slitaget på lagren.
Rotationshastigheten är en funktion av rotorns diameter, fluidens hastighet och effektuttaget. Som förenklat exempel, rumstempererad tryckluft kommer in i turbinen med 340 m/s och rotorn har 1 meter omkrets (0,32 m diameter) och vi vill inte ta ut mer än 40% effekt. 340 m/s inflöde ger utan last idealiskt 20 400 varv per minut vid 1 meters omkrets. 40% effektuttag ger ett arbetsvarvtal på 20 400 x 0,6 = 12 240 rpm. En 12 cm rotor (lika som CD-skiva) ger idealiskt ca 54 000 varv per minut obelastad vid 340 m/s perifer hastighet.
Att anpassa munstycken till rådande tryck och temperatur är en vetenskap i sig, ett de Laval-munstycke (tänk raketmotor, en förträngning med vidgande öppning) ger gaser överljudshastighet, men de Laval-munstycken är svåra att anpassa till dynamiska driftförhållanden. Ett vanligt konvergerande munstycke (typ blomspruta, enkel förträngning) är enklare att få att fungera bra.
Tesla skrev: "Denna turbin är en effektiv självstartande primärmotor, som kan drivas som en ång- eller flödesturbin, utan direkta förändringar i konstruktionen, vilket ur den synvinkeln är mycket praktiskt. Mindre förändringar kan förstås behöva göras allt efter omständigheterna i varje enskilt fall, men det kommer att bli tämligen självklart för de som driver kraftverk och vill utnyttja ångans kraft på ett mer effektivt sätt. Den mest effektiva driften blir dock i ångkraftverk som redan från början konstrueras för användning av denna turbintyp.
Denna turbin kan användas av kondenskraftverk, drivna med högt vakuum. I sådana fall kommer det stora expansionsförhållandet att bringa avgasblandning till en relativt låg temperatur som lämpar sig bättre för kondensorn.
En effektiv Teslaturbin kräver ett litet spel mellan skivorna. Skivorna bör ha en hög ytnoggrannhet för att minimera skjuvningsförluster och skivorna bör också vara tunna för att minimera turbulens på skivornas kanter.
Den effekt man kan ta ut vid ca 55 % av max varvtal är den högsta praktiska effekt man kan ta ut från en enstegs teslaturbin. Belastas teslaturbinen så varvtalet sjunker under 50 % av max varvtal tappar den vidhäftningen mot diskarna (stallar) och varvtalet sjunker till en bråkdel av max. Av den anledningen är det svårt att starta teslaturbinen belastad eftersom den då sällan eller aldrig uppnår rätt arbetsvarvtal. 
Man kan öka verkningsgraden genom att ansluta ett andra turbinsteg anpassat efter utflödet från det första turbinsteget. Något som också påverkar verkningsgraden är diskarnas ytfinish, ju slätare och blankare de är, ju finare polering, desto större vidhäftning och kraftöverföring får man.
Teslaturbinens största fördel är dess livslängd. Diskarna slits inte, drabbas inte av kavitation eller nötning eftersom de är parallella med fluidens flödesriktning. Teslaturbinen, och omvänt teslapumpen, är i stort sett oberörd av fluidens orenhet, teslaturbinen tar inte skada av partiklar i fluiden, man behöver inte använda destillerat vatten med tillsatser.